# Taenaris subluna
Taenaris subluna är en fjärilsart som beskrevs av Rothschild 1915. Taenaris subluna ingår i släktet Taenaris och familjen praktfjärilar. Inga underarter finns listade i Catalogue of Life.